# Гарлі Квінн Сміт
Гарлі Квінн Сміт (англ. Harley Quinn Smith; нар. 26 червня 1999, Ред-Банк, Нью-Джерсі, США) — американська акторка та музикантка. Бас-гітаристка і одна з вокалісток панк-рок гурту «The Tenth». Відома за роллю Коллін Мак-Кензі у фільмі «Йогануті», режисером якого був її батько Кевін Сміт.

## Біографія
Гарлі Квінн Сміт народилася в Ред-Банку, Нью-Джерсі, в родині режисера Кевіна Сміта та акторки і журналістки Дженніфер Швальбах Сміт. Названа на честь Гарлі Квінн, персонажки коміксів про Бетмена.

## Кар'єра
Сміт дебютувала у фільмі свого батька «Джей і мовчазний Боб завдають удару у відповідь». В 2004 році вона зіграла епізодичну роль Трейсі Колеллі в драматичному фільмі «Дівчина з Джерсі», а через два роки — в комедійному фільмі «Клерки 2». У 2014 році виконала невелику роль у трилері «Бивень», яку згодом повторила в головній ролі у фільмі «Йогануті».
У 2017 році отримала роль Ліндсі у фільмі «All These Small Moments», прем'єра якого відбулася на фестивалі Трайбека в 2018 році.
Гарлі Квін Сміт приєдналася до Джона Барроумена та інших співведучих у дебютному епізоді «DC Daily», що вийшов 15 вересня 2018 року, присвяченого темам коміксів «Всесвіту DC». Вона також зіграла невелику роль у фільмі Квентіна Тарантіно «Одного разу в… Голлівуді», зобразивши членкиню сім'ї Менсона.

## Особисте життя
Сміт дружить і часто знімається разом з акторкою та моделлю Лілі-Роуз Депп та акторкою Апарною Бріель. 
Вона є бісексуалкою, веганкою і разом зі своїм батьком веде подкаст про веганство.

## Фільмографія
| Рік  |    | Українська назва                                | Оригінальна назва                   | Роль                              |
| ---- | -- | ----------------------------------------------- | ----------------------------------- | --------------------------------- |
| 2001 | ф  | Джей і мовчазний Боб завдають удару у відповідь | Jay and Silent Bob Strike Back      | Мовчазний Боб в колясці           |
| 2004 | ф  | Дівчина з Джерсі                                | Jersey Girl                         | Трейсі Колеллі                    |
| 2006 | ф  | Клерки 2                                        | Clerks II                           | Дитина у вікні                    |
| 2014 | ф  | Бивень                                          | Tusk                                | Коллін Коллетт (дівчина клерк #1) |
| 2014 | с  |                                                 | Comic Book Men                      | Камео                             |
| 2016 | с  |                                                 | Comic Book Men                      | Камео                             |
| 2017 | с  | Супердівчина                                    | Supergirl                           | Іззі Вільямс                      |
| 2016 | ф  | Жахливі свята                                   | Holidays                            | Голлі                             |
| 2016 | ф  | Йогануті                                        | Yoga Hosers                         | Коллін Мак-Кензі                  |
| 2019 | с  |                                                 | Halloween Wars                      | Камео                             |
| 2018 | ф  |                                                 | All These Small Moments             | Ліндсі                            |
| 2019 | ф  | Одного разу в… Голлівуді                        | Once Upon A Time In Hollywood       | «Жабеня»                          |
| 2019 | ф  | Джей у Голлівуді                                | Madness in the Method               | Камео                             |
| 2019 | ф  | Джей та Мовчазний Боб: Перезавантаження         | Jay and Silent Bob Reboot           | Міленіум "Міллі" Фолкен           |
| 2021 | с  |                                                 | Cruel Summer                        | Меллорі Гіґґінс                   |
| 2021 | мс |                                                 | Masters of the Universe: Revelation | Іллена                            |
| 2022 | ф  |                                                 | KillRoy Was Here                    | Венді                             |
| 2022 | ф  | Студентський корпус                             | Student Body                        | Надя Паркер                       |
| 2022 | ф  | Клерки 3                                        | Clerks III                          | Міленіум "Міллі" Фолкен           |